# Дамян Новев
Дамян (Даме) К. Новев е български революционер, деец на Вътрешната македоно-одринска революционна организация.

## Биография
Дамян Новев е роден в битолското село Смилево, тогава в Османската империя. Работи като учител в Крушево и влиза във ВМОРО. В резултат на Крушевската афера няколко видни български учители и граждани от Крушево стават нелегални и сред тях е и Новев, който влиза в четата на Велко Марков. Новев е във втората и третата чета на Никола Дечев, с която участва в Илинденско-Преображенското въстание, като е десетник.
През Балканските войни е македоно-одрински опълченец и служи в щаба на I бригада.